# Желтушка зеленоватая
Желтушка зеленоватая (лат. Colias phicomone) — дневная бабочка из рода желтушки (Colias) в составе семейства белянок.

## Описание
Окраска верхней стороны крыльев зеленовато-жёлтая, с черноватыми жилками. Имеется светлая перевязь из пятен, проходящая перед краевой темной каймой и чёрное пятно, находящееся посередине передних крыльев. Нижняя сторона задних крыльев зеленовато-жёлтой окраски, с характерным пятном посередине. Это пятно обрамлено розово-красным кольцом, отливающим серебряным блеском. Бахромка обоих крыльев розового цвета.

## Биология
Время лёта: с июня по август.
Гусеница темно-зеленого цвета, с белыми боковыми полосками и пятнами жёлтого цвета. Стадия гусеницы с мая по июнь. Кормовые растения гусениц — разные виды горошка (Vicia). Куколка темно-зеленого цвета с матово-желтыми полосами.

## Ареал
Этот альпийский вид встречается исключительно в Альпах и Пиренеях. В Западной Европе вид обитает на высотах 900—3000 м над ур. м.
Старинное указание для украинских Карпат — предгорья Горан и Закарпатья. Давно установлено, что более позднее указание — самка, найденная в коллекции западноукраинского коллекционера Л. А. Лясоты была неэтикетированной, и включение этого вида в фауну бывшего СССР основано на недоразумении — восстановленной Л. А. Лясотой «по памяти» этикетке: «Черновицкая обл., окр. п. Красноильска, 850 м, 21.06.1962». Эти указания не подтверждены исследованиями и рассматриваются как ошибочные. В настоящее время наличие этого вида на территории Украины не подтверждено.
Также приводился для Чехии и северной части румынских Карпат.